# Trương Phong Nghị
Trương Phong Nghị (tiếng Trung: 张丰毅; bính âm: Zhang Fengyi, sinh ngày 1 tháng 9 năm 1956 tại Hồ Nam, Trung Quốc) là một nam diễn viên gạo cội của Trung Quốc.

## Tiểu sử
Trương Phong Nghị sinh ngày 1 tháng 9 năm 1956 tại Hồ Nam, Trung Quốc. Là một diễn viên gạo cội của Trung Quốc.
Năm 1978 ông thi đậu Học viện Điện ảnh Bắc Kinh. Những năm còn học ở trường, ông đã tham gia nhiều bộ phim như Tắc Ngoại Đoạt Bảo hay Lạc Đà Tường Tử. Trong Lạc Đà Tường Tử, ông thành công với vai diễn "Lạc đà ngốc" Tường Tử.
Năm 1982, sau khi tốt nghiệp học viện Điện ảnh Bắc Kinh. Năm 1987, ông đảm nhiệm vai trò diễn viên chính trong bộ phim Cáp Tử Mê Đích Kỳ Ngộ.
Khi mới dấn thân vào nghiệp diễn xuất, Trương Phong Nghị bị chê vì gương mặt nhà quê, không có phong thái của minh tinh. Nhưng thực tế đã chứng minh ông là người tài năng, để lại trên màn ảnh nhiều vai diễn ấn tượng. Mặc dù số tác phẩm Trương Phong Nghị tham gia không nhiều, chỉ hơn 40 nhưng hầu hết đều tạo được dấu ấn riêng.
Đỉnh cao sự nghiệp của Trương Phong Nghị là nhân vật Đoạn Tiểu Long - chàng kép hát khiến vai diễn của cố tài tử Hồng Kông Trương Quốc Vinh mê đắm trong bộ phim đạt giải tại Liên hoan phim Cannes Bá vương biệt cơ (năm 1993). Trương Phong Nghị cũng được xem là người vào vai Tào Tháo ấn tượng nhất trong Trận Chiến Xích Bích.
Sở hữu gương mặt trầm buồn ngoài đời nhưng Trương Phong Nghị lại có khả năng biến hóa vô lường trên màn ảnh. Ông có duyên với nhiều nhân vật lịch sử như Kinh Kha trong phim Kinh Kha Thích Tần Vương, Doanh Chính trong Tần Thủy Hoàng, Tôn Võ trong Tôn Tử Đại Truyện, Lưu Bang trong Tây Sở Bá Vương...
Một điều khiến đàn em nể phục Phong Nghị là dù đã ngoài 60 tuổi nhưng ông vẫn giữ được thân hình như tạc tượng, dáng người săn chắc vạm vỡ như thời trai trẻ. Diễn viên Phạm Băng Băng hợp tác với Phong Nghị trong phim Võ Tắc Thiên Truyền Kỳ cũng khen ngợi không ngớt thân hình cường tráng của Phong Nghị khi đóng chung cảnh tắm trong hồ. Trong phòng hóa trang, Phạm Băng Băng đã vô cùng thích thú khi thấy Phong Nghị cởi trần chuẩn bị cảnh tắm hồ.
Năm 2018, ông nhận lời tham gia vai diễn khách mời Ung Chính Đế trong bộ phim Như Ý Truyện.

## Gia đình
Trương Phong Nghị kết hôn với nữ diễn viên Lữ Lệ Bình và có con trai Trương Bác Vũ. Trương Phong Nghị và Lữ Lệ Bình quen nhau khi đóng chung bộ phim Dragon Year Cops. Lúc này, sự nghiệp của cả hai đang ở thời kỳ đỉnh cao nên nhiều người đánh giá đây là mối quan hệ đẹp trong làng giải trí.
Năm đó, hai người nghĩ chỉ cần yêu nhau, việc trọng đại cũng chẳng quan tâm nhiều. Hơn nữa họ còn trẻ, sự nghiệp tuy phát triển thuận lợi nhưng vẫn không có nhiều tiền tiết kiệm. Vì vậy, đám cưới của cả hai diễn ra rất đơn giản và không cầu kỳ, chỉ mời gia đình và bạn bè thân thiết của hai bên. Sau khi kết hôn, cuộc sống của hai người vẫn hạnh phúc, chẳng bao lâu họ chào đón sự kết tinh của tình yêu - cậu con trai Trương Bác Vũ. Con trai ông cũng có đam mê với nghệ thuật, tốt nghiệp học viện Hí kịch Trung ương nhưng chưa gây được nhiều ấn tượng với khán giả. Khi con trai được 2 tuổi, cuộc hôn nhân kéo dài ba năm của Lữ Lệ Bình và Trương Phong Nghị kết thúc. Sau khi ly hôn, Lữ Lệ Bình chọn cách nuôi dạy con trai một mình.
Sau đổ vỡ hôn nhân với Lữ Lệ Bình, cuộc sống của Trương Phong Nghị có vẻ dễ thở hơn. Trong những lần trả lời các phóng viên, Trương Phong Nghị thường né tránh những câu hỏi liên quan đến đời sống tình cảm.
Đầu năm 2011, trên mạng lan truyền thông tin Trương Phong Nghị tái hôn.